# Chen Ning Yang
Chen Ning Franklin Yang (楊振寧 pinyin: Yáng Zhènníng) (født 1. oktober 1922) er en kinesisk-amerikansk fysiker.
Han blev tildelt Nobelprisen i fysik i 1957.